# Sphenomorphus derooyae
Sphenomorphus derooyae là một loài thằn lằn trong họ Scincidae. Loài này được De Jong mô tả khoa học đầu tiên năm 1927.